# Thanh Hóa (xã)
Thanh Hóa là một xã thuộc huyện Tuyên Hóa, tỉnh Quảng Bình, Việt Nam.
Xã Thanh Hóa có diện tích 134,27 km², dân số năm 2019 là 6.350 người, mật độ dân số đạt 47 người/km².